# Rüdiger Campe
Rüdiger Campe (* 1953 in Hagen) ist ein deutscher Literaturwissenschaftler.

## Biographie
Campe studierte von 1974 bis 1984 Germanistik, Philosophie und Altphilologie in Bochum, Paris und Freiburg i. Br. bei Gerhard Kaiser und Friedrich Kittler und wurde 1986 mit der Arbeit „Affekt und Ausdruck. Zur Umwandlung der literarischen Rede im 17. Jahrhundert“ promoviert. Neben einem Forschungsaufenthalt als Mellon Fellow an der Johns Hopkins University in Baltimore (1988 bis 1990), war er zwischen 1986 und 1996 Wissenschaftlicher Assistent bei Manfred Schneider an der Universität Essen und danach bei Anselm Haverkamp an der Europa-Universität Viadrina in Frankfurt (Oder) sowie an der New York University. 2000 habilitierte er sich über „Spiel der Wahrscheinlichkeit. Literatur und Berechnung zwischen Pascal und Kleist“.
Von 2001 bis 2006 war er Professor of German an der Johns Hopkins University und ist seit 2007 Professor of German and Comparative Literature an der Yale University in New Haven, Connecticut.
U.a. zusammen mit Albrecht Koschorke und David E. Wellbery organisiert Campe seit 2006 sogenannte 'Transatlantische Seminare' an der Universität Konstanz.

## Forschungsschwerpunkte
Zu Campes Forschungsschwerpunkten gehören die Geschichte und das Nachleben der Rhetorik und der Poetik in der Ästhetik seit Baumgarten, die Schnittstellen von Literatur, Ästhetik und Wissenschaftsgeschichte, sowie Sprechakt- und Affektheorien seit dem 16. Jahrhundert. Zudem finden sich bei ihm grundlegende Einflüsse der Werke von Michel Foucault, Niklas Luhmann und Friedrich Kittler. Unter diesen Aspekten hat Campe u. a. über die Technik des Schreibens, die Physiognomik, das Barockdrama, die Theorie des Romans, die Verbindungen zwischen Recht und Literatur und die Autoren Moritz, Goethe, Lichtenberg, Hölderlin, Kleist, Büchner, Walser und Kafka publiziert.

## Auszeichnungen
2002 erhielt Campe den Wissenschaftspreis der Aby-Warburg-Stiftung, von 2007 bis 2008 war er Fellow am Wissenschaftskolleg zu Berlin und wurde 2011 mit dem Humboldt-Forschungspreis ausgezeichnet.

## Publikationen (Bücher)
Als Autor
- Affekt und Ausdruck. Zur Umwandlung der literarischen Rede im 17. und 18. Jahrhundert. Zugleich Dissertation, Tübingen, 1990.
- Spiel der Wahrscheinlichkeit. Literatur und Berechnung zwischen Pascal und Kleist. Zugleich Habilitationsschrift. Wallstein, Göttingen 2002.
  - Englische Übersetzung: The Game of Probability. Literature and Calculation from Pascal to Kleist. Übersetzer: Ellwood Wiggins. Stanford University Press, Stanford 2013.

Als Herausgeber
- mit Manfred Schneider: Geschichten der Physiognomik. Text-Bild-Wissen. Rombach, Freiburg 1996.
- Modern Language Notes. German Issue (Special issue: Literature and Science) 118, 2003.
- mit Michael Niehaus: Gesetz. Ironie. Festschrift für Manfred Schneider. Synchron Verlag, Heidelberg 2004.
- mit Christopher Wild: Modern Language Notes. German Issue (Special issue: Theatricality) 122, 2005.
- Penthesileas Versprechen. Exemplarische Studien über die literarische Referenz. Rombach, Freiburg 2008.
- mit Paul Fleming, Kirk Wetters: TELOS, Special issue: Hans Blumenberg, 158, 2012.
- mit Paul Fleming: Paradigms. Literature and the Human Sciences. Buchreihe. De Gruyter, Berlin 2013, ISSN 2195-2205
- mit Julia Weber: Rethinking Emotion. Interiority and Exteriority in Premodern, Modern and Contemporary Thought. De Gruyter, Berlin 2014.
- mit Anselm Haverkamp, Christoph Menke: Baumgarten-Studien. Zur Genealogie der Ästhetik. August Verlag, Köln 2014, ISBN 978-3-941360-38-9.